# Matt Salinger
Matthew Robert "Matt" Salinger [ˈsælɪndʒər], född 13 februari 1960 i Windsor i Vermont, är en amerikansk skådespelare.
Han är son till författaren J.D. Salinger och har spelat in ett tiotal filmer. Bland annat har han spelat titelrollen i Captain America (1990).

## Filmografi (urval)

### Filmer
- 1984 - Nördarna kommer! - Burke
- 1986 - Power - Phillip Aarons
- 1994 - Fortunes of War - Peter Kernan
- 1998 - Drömmarnas värld - kyrkoherde Hanley
- 1999 - Djävul i svart - polis
- 2003 - Under Toscanas sol - kollegan

### TV-serier
- 1993 - Småstadsliv - doktor Danny Shreve, 3 avsnitt
- 2004-2005 - 24 - Mark Kanar, 2 avsnitt